# Vals im Bashir
Vals im Bashir (em hebraico: ואלס עם באשיר; no Brasil, Valsa com Bashir; em Portugal, A Valsa com Bashir) é um filme franco-teuto-israelense de 2008 escrito e dirigido pelo isralense por Ari Folman. 
No formato de documentário animado, o filme retrata as tentativas de Folman, um veterano da Guerra do Líbano de 1982, de recuperar as suas memórias perdidas dos eventos que marcaram o massacre de Sabra e Shatila. Lançado em 13 de maio de 2008 durante o Festival de Cannes, foi indicado em 2009 ao BAFTA e ao Óscar de melhor filme estrangeiro, além ganhar um Globo de Ouro na mesma categoria.

## Enredo
Em 2006, Ari Folman encontra-se com Boaz Rein-Buskila, ex-colega do Exército Israelense, que lhe conta sobre os pesadelos que vem sofrendo, onde 26 cães loucos e furiosos, o caçam pelas ruas de Tel Aviv; Boaz explica que durante a Guerra do Líbano de 1982, por sua insegurança em atirar contra alvos humanos, era designado para matar cães de guarda durante as buscas por foragidos palestinos, pois os latidos lhes permitiam fugir dos vilarejos. Embora tenha participado do conflito, Folman fica surpreso ao descobrir que não se recorda sobre o período, mas posteriormente, tem uma breve lembrança da noite do Massacre de Sabra e Shatila, onde seu pelotão adentra Beirute pelo mar, com sinalizadores iluminando a noite; entretanto, os detalhes são um completo mistério.
Folman procura Ori Sivan, um amigo de infância que é terapeuta profissional; Ori descreve sobre uma pesquisa onde cientistas plantaram em pessoas a lembrança de estarem num lugar fictício, demonstrando a fragilidade da memória humana, e lhe aconselha a procurar colegas de pelotão que estiveram presentes no evento, para poder reviver suas próprias memórias. Folman vai para Holanda, onde visita Carmi Cna'an, um amigo respeitado por seu intelecto que ganhou a vida como vendedor de faláfel, ao invés adentrar na física nuclear; Carmi explica que se alistou no exército buscando "provar sua masculinidade" durante a juventude, mas que obteve somente desilusões durante a guerra. Na volta, Folman lembra-se de ser atirador num carro blindado durante uma incursão em zona rural, onde foi designado para recolher solados israelenses mortos e feridos.
Posteriormente, contata Ronny Dayag, um engenheiro alimentar que foi operador de tanque durante o conflito; Ronny lhe conta que fugiu após sua equipe ser morta numa emboscada, e desde então sofre de "síndrome do sobrevivente", sentindo-se culpado por não ter defendido seus companheiros. Em reencontro com o militar Shmuel Frenkel, seu ex-comandante de pelotão, este lhe relembra quando em patrulha, metralharam um garoto que atacou-lhes com um lança-foguetes. Folman recorda quando foi destacado para o aeroporto de Beirute após o assassinato do presidente libanês Bashir Gemayel, logo depois de romper com sua antiga namorada, com quem Boaz também se envolveu. 
Zahava Solomon, uma psicóloga especializada em trauma, explica que as memórias de Folman permaneceram ocultas por conta da dissociação, um mecanismo de defesa que bloqueia a conexão entre a mente e a realidade ao redor, a fim de prevenir que o indivíduo sofra quadros de estresse ou colapso. Folman continua sem recordar dos detalhes sobre o massacre, mas Ori incentiva-o a continuar e buscar outras testemunhas oculares do conflito. O repórter Ron Ben-Yishai, na época correspondente de guerra, conta que durante uma incursão no centro de Beirute, Frenkel estava com o pelotão cercado por atiradores em terraços; Folman lembra-se quando o comandante tomou uma metralhadora e começou a atirar em transe contra os militantes no meio da rua, repleta de cartazes de Bashir.

Ao entrevistar Dror Harazi, um ex-operador de tanque que vigiava o campo de Sabra e Chatila, este descreve quando a Falange Libanesa chegou com tropas e armamentos; militares israelenses ficaram do lado de fora, enquanto a milícia adentrava o campo. Dror explica que o comando israelense observava toda operação do alto dos prédios, enquanto outros pelotões lançavam sinalizadores para iluminar a área. Folman conclui que estava nos terraços dando suporte aos falangistas durante a invasão, e que sua mente suprimiu as memórias devido a culpa de ter colaborado no massacre. Ben-Yishai recorda que ao chegar nos campos, o comando ordenou a retirada das tropas presentes; ao adentrar, a animação transiciona para cenas reais da carnificina que vitimou centenas de palestinos.